# شکستگی مفصل شوپارت
شکستگی دررفتگی مفصل شوپارت، دررفتگی مفصل میانی مچ پا یا مفصل مید تارسال مشتمل بر مفاصل تالو ناویکولر و کالکانئوکوبوئید پا می‌باشد و در اغلب موارد با شکستگی پاشنه، کوبویید و نویکولر همراه می‌گردد.

## نمای بالینی
- پا معمولاً به طرف داخل (۸۰ درصد) و بالا دررفته است، و زمانی اتفاق می‌افتد که پا در پلانتار فلکشن و اینورژن باشد.
- در رفتگی لاترال با جابجایی جانبی پا در همراهی با آسیب‌های اورژن eversion رخ می‌دهد.
- شکستگی‌های همراه دررفتگی، شکستگی استخوان پاشنه، کوبویید و ناویکولار بوده و شایع هستند.
- شکستگی‌های باز در درصد کمی رخ می‌دهد.

## سازوکار
شکستگی-دررفتگی شوپارت معمولاً در اثر سقوط از ارتفاع، تصادفات ترافیکی و صدمات پیچشی در پا ایجاد می‌شود که در بازیکنان بسکتبال دیده می‌شود.

## تشخیص
تشخیص در رادیوگرافی ساده از پا انجام می‌شود، اگرچه میزان آسیب اغلب دست کم گرفته می‌شود.

## درمان
درمان شامل جا اندازی زود هنگام دررفتگی است و برای بازیابی و تثبیت مفصل تالوناویکولار اغلب نیازمند جا اندازی باز و فیکساسیون داخلی است. گاهی اوقات نیاز به جااندازی باز و همجوشی مفصل کالکانوکوبوید calcaneocuboid است.

## پیش آگهی
با درمان سریع، به ویژه جا اندازی باز، و راه اندازی زودهنگام نتیجه به‌طور کلی خوب است. صدمات با انرژی بالا و شکستگی‌های همراه نتیجه را بدتر می‌کند.